# Ducati 860 GT
La Ducati 860 GT è motocicletta prodotta dal 1974 al 1979 dalla casa motociclistica italiana Ducati.
Nel 1976 venne sostituita dalla 860 GTS, una versione rinnovata e aggiornata. Negli anni 1974–1975 venne prodotta una versione con avviamento elettrico che fu chiamata 860 GTE; dal 1975 tutti i modelli furono dotati di avviamento elettrico. 
Della moto venne realizzata una variante appositamente per il mercato USA, in cui il cambio venne spostato da destra a sinistra del motore.